# Quận Ware, Georgia
Quận Ware là một quận trong tiểu bang Georgia, Hoa Kỳ. Quận lỵ đóng ở thành phố Waycross. Theo điều tra dân số năm 2010 của Cục điều tra dân số Hoa Kỳ, quận có dân số 36.312 người.